# Університетська вулиця (Харків)

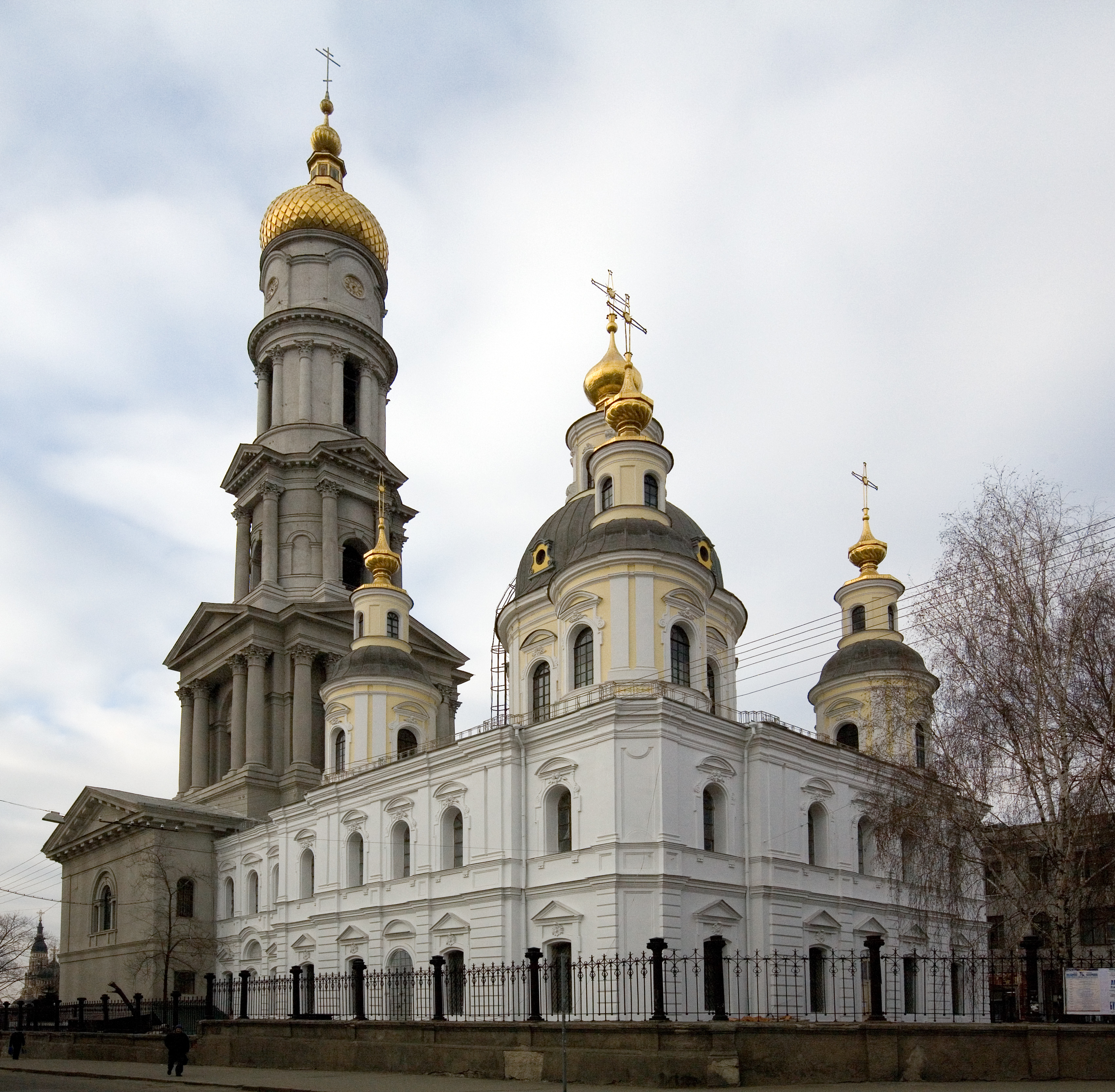
Успенський собор

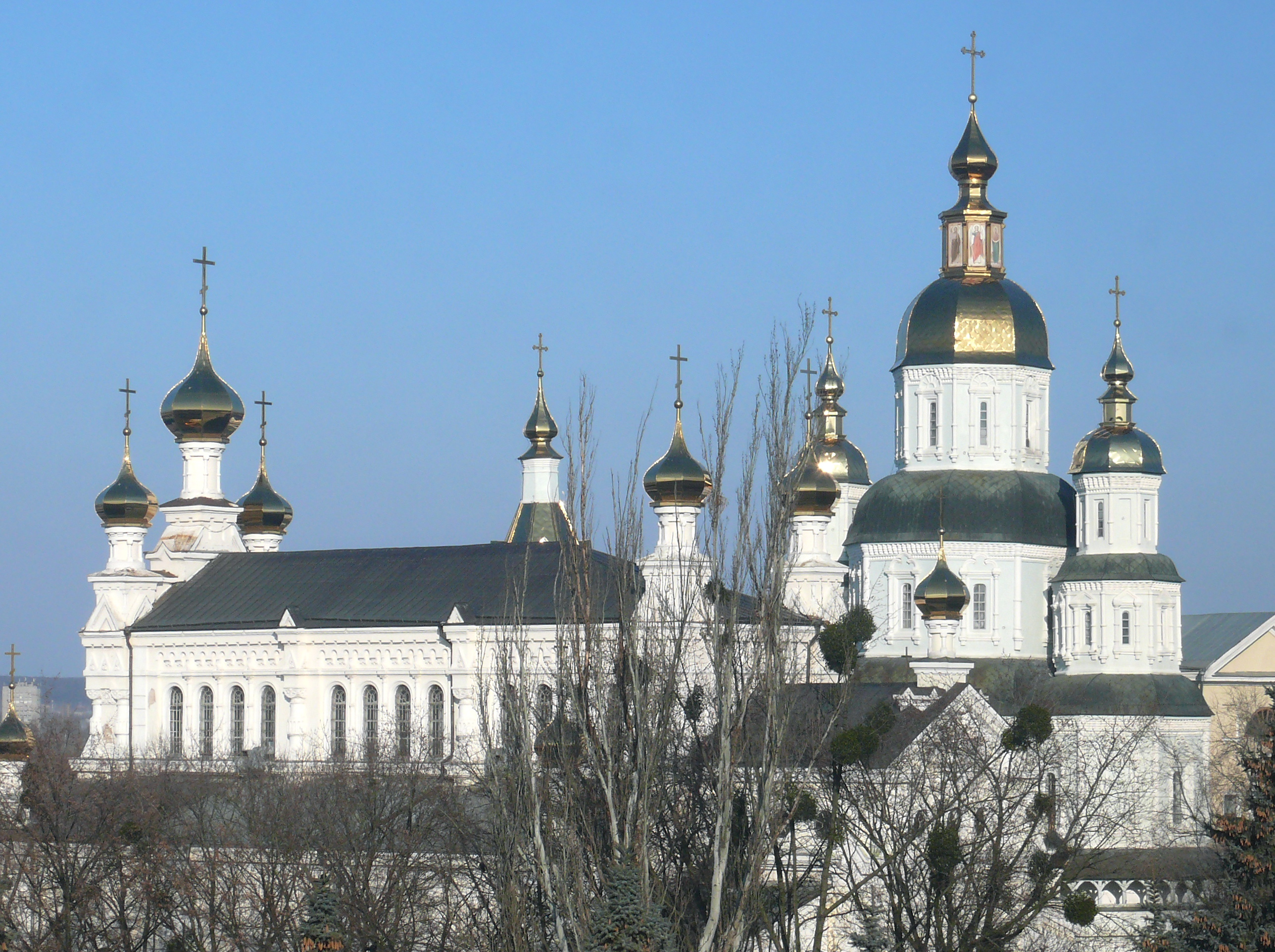
Покровський монастир

Університетська вулиця — вулиця в центрі Харкова, на Університетській гірці. Довжина 1,010 км. Виникла однією з перших на території Харківської фортеці.
Перша назва невідома, оскільки у місті довгий час лише основні магістральні вулиці носили постійні назви. У 1805 р., після відкриття Харківського імператорського університету, стала називатися Університетською вулицею. З листопада 1922 року, після реорганізації університетів у «Вільні Академії», називалася вулицею Вільної Академії. З 25 лютого 1928 року отримала назву «Краскомівська» (красних комісарів або командирів), однак ця назва не прижилась, вулицю і далі називали вулицею Вільної Академії. Історичне ім'я
«Університетська» вулиці повернули 2 жовтня 1945 року.
Нумерація будинків ведеться від Бурсацького узвозу: західний бік вулиці парний, східний — непарний. Адміністративно вулиця належить Шевченківському району міста Харкова, і в нижній своїй частині — Основ'янському.

## Опис
Вулиця пряма, без вигинів та поворотів, йде майже строго з півночі на південь. Бере початок від перетину Бурсацького узвозу та Римарської вулиці, проходить уздовж західного боку Майдану Конституції до Спартаківського провулка. Далі, на Університетській гірці до неї в районі Успенського собору та Університетської площі примикають Соборний узвіз та Соборний провулок. Після перетину Павлівського майдану на Подолі в районі Рибного майдану до неї примикають Кооперативна та Кузнечна вулиці, а далі вулиця закінчується Нетіченським мостом через річку Харків.

## Історія
Під час існування Харківської фортеці Університетська вулиця була в кілька разів коротшою та простягалась від нинішнього Павлівського майдану до початку площі Конституції. На початку XVIII століття у зв'язку з розширенням фортеці вулиця виросла в північному напрямку до Бурсацького узвозу. Надалі, у міру зростання міста, вулиця продовжувалась в південному напрямку на Поділ до річки Харків. Але ще наприкінці XVIII — початку XIX століття русло річки розташовувалося північніше, і тому вулиця доходила лише до Рибної вулиці (нині Кооперативна вулиця). Далі вулиця виходила на довгу греблю з водяним млином. У середині XIX століття греблю зруйнували, провели берегоукріплювальні роботи з одночасним перенесенням русла річки на південь та побудували Нетеченський міст.

## Примітні будівлі

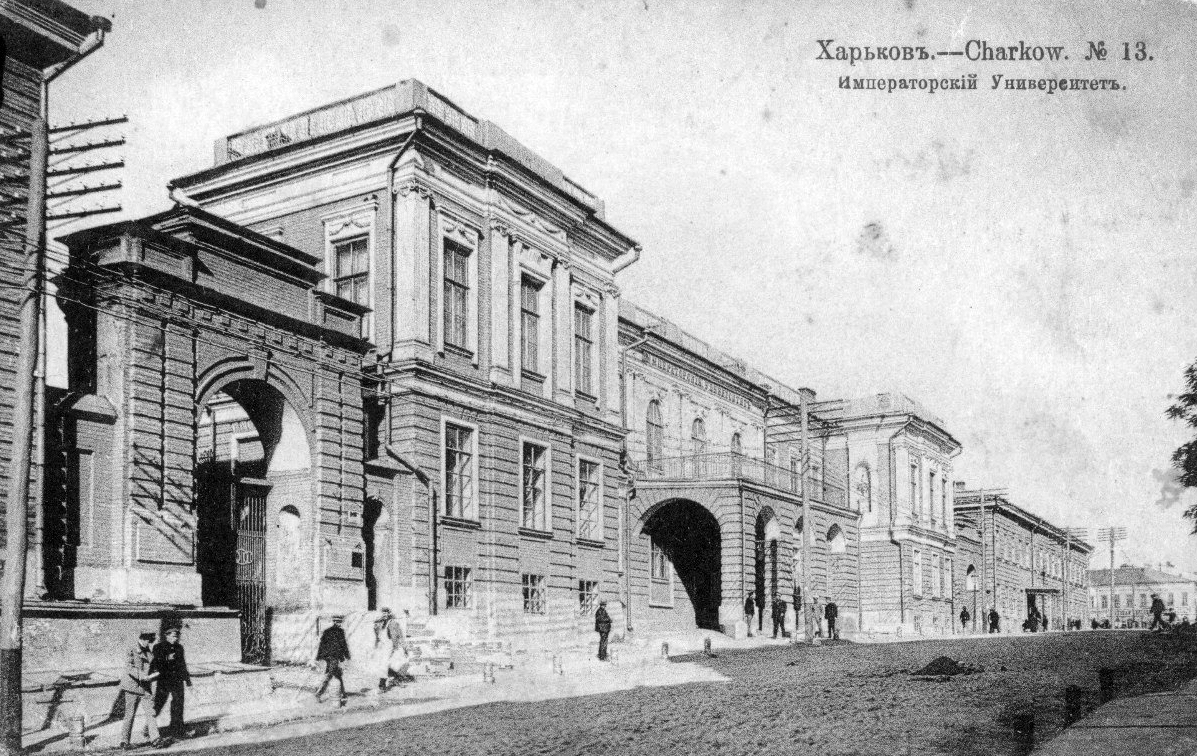
Колишній головний корпус Харківського університету, раніше колишній будинок губернатора. Початок XX століття.

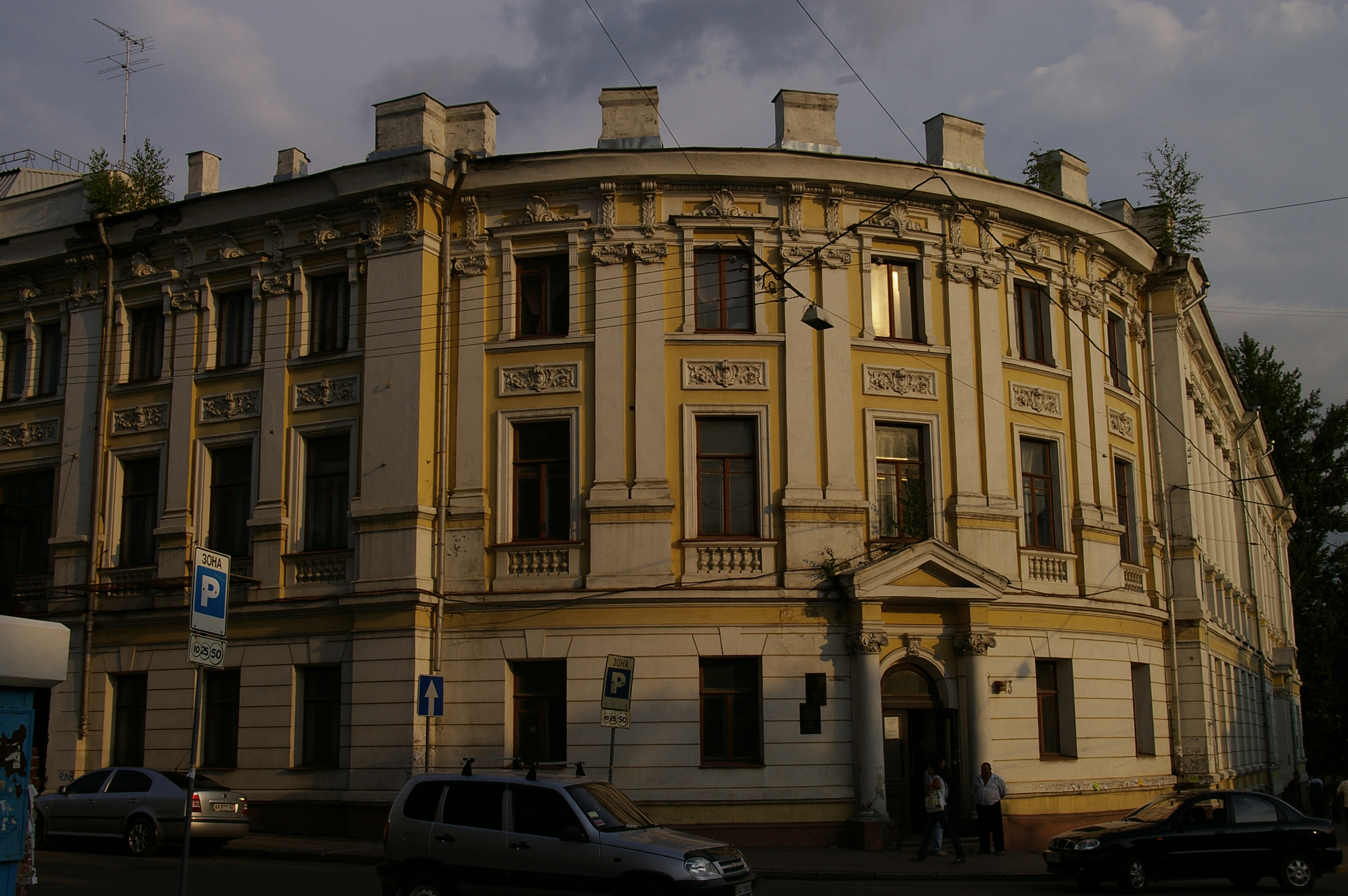
Будинок № 13

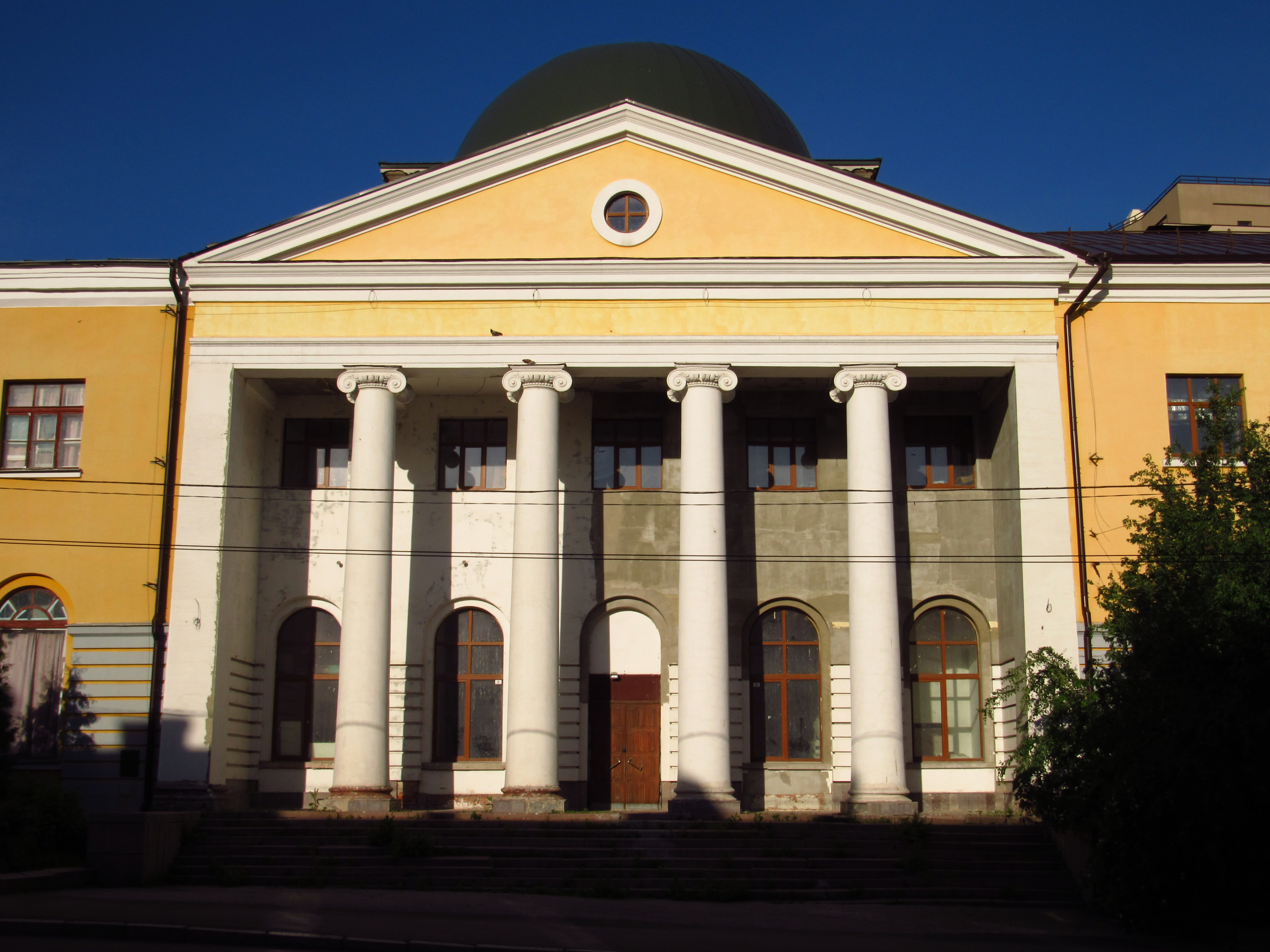
Будинок № 25

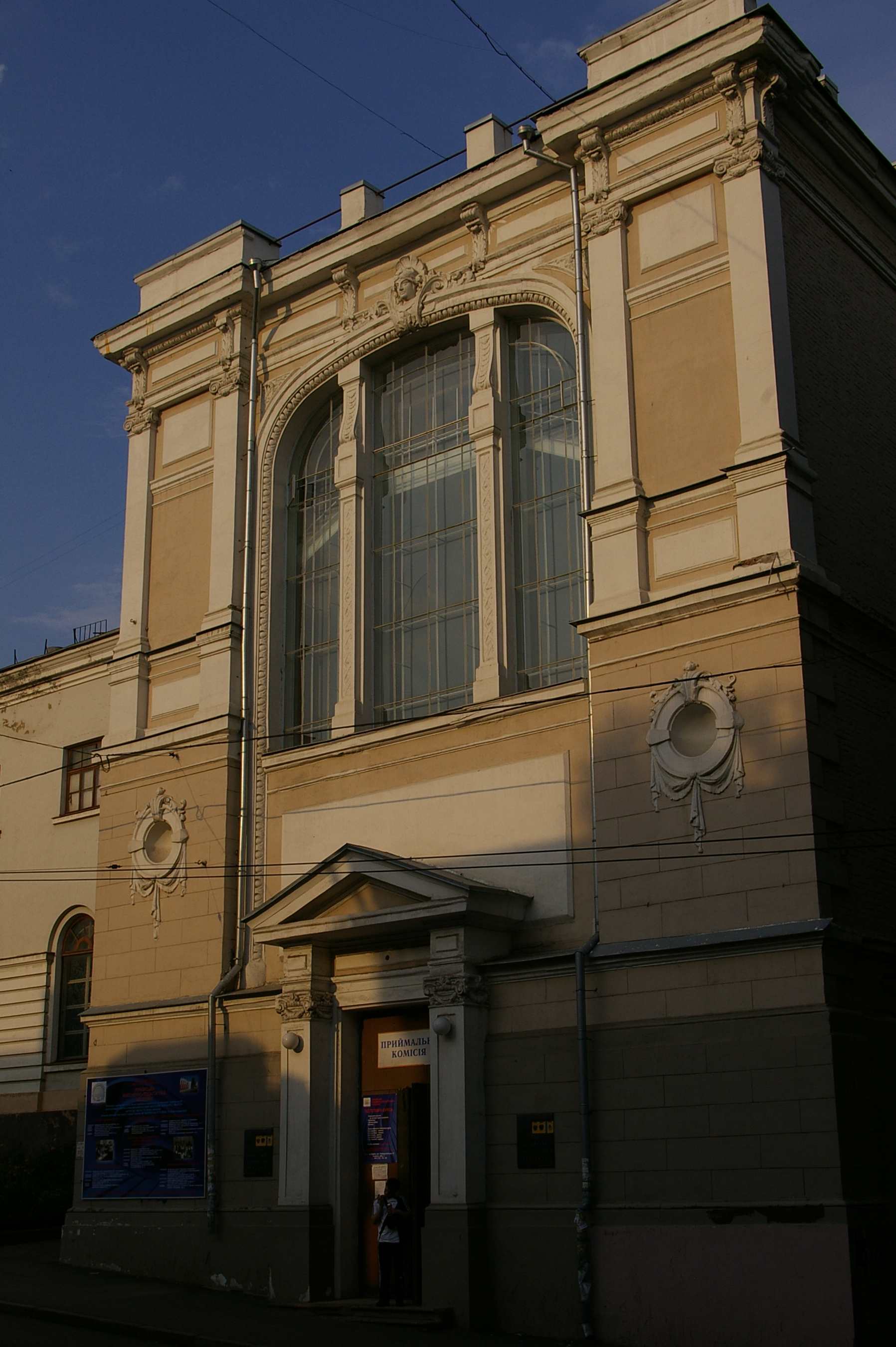
Будинок № 27

- № 4. Будівля побудована в стилі класицизму за проектом архітектора В. Х. Нємкіна у 1892 році. Цоколь рустований, фасад прикрашений портиком з фронтоном. В обробці застосовувалися пілястри та красиві наличники. До революції в будівлі знаходилося Єпархіальне управління Харківської єпархії. У радянський час розташовувався Центральний державний архів Жовтневої революції та соціалістичного будівництва УРСР. З 1971 р. — Центральний державний архів науково-технічної документації УРСР, після розпаду СРСР став Центральним державним науково-технічним архівом України у місті Харкові.
- № 5. Харківський історичний музей імені М. Ф. Сумцова (з 1994) в будівлі міського ломбарду. Будівлю побудовано за проектом архітектора Б. М. Корнєєнко в 1908 р. Фасад з червоної цегли виконаний у псевдостародавньоруському стилі. Головний фасад, що виходить на Університетську вулицю, є триповерховим з рустованим першим поверхом. Фасад, що виходить на площу Конституції — п'ятиповерховий та оформлений скромніше, оскільки спочатку виходив у внутрішній двір. Під час Другої Світової війни прилеглі будівлі були зруйновані, і дворової фасад став виходити на площу Тевелєва.
- № 8. Покровський монастир:
  - Покровський собор — найстаріша з будівель міста. Храм побудований козаками у 1689 році.
  - Озерянська церква — побудована наприкінці XIX століття за проектом архітектора В. Х. Нємкіна в псевдовізантійському стилі. У радянський період в ній розміщувався архів Харківської області.
  - Архієрейський будинок побудований в 1820 — 1826 роках. Автор проекту невідомий, фасад виконано в стилі класицизму. Триповерхові ризаліти обмежують двоповерхову центральну частину будівлі, прикрашену колонадою доричного ордера. На другому поверсі між ризалітами розташована тераса. Цоколь і, частково, перший поверх виділені рустовкою.
- № 9. Житловий будинок, побудований архітектором Г. Г. Вегманом;1953 р. П'ятиповерховий будинок зведений на місці колишнього гостинного ряду. На першому поверсі розміщені вбудовані магазини.
- № 10. Будівля побудована в 1912 р. за проектом В. М. Покровського. Будинок виконаний у стилі модерн. До революції в будівлі знаходилася Жирардовська мануфактура. У радянський період будівля була одним з корпусів Харківського історичного музею. Після повернення монастиря православній церкві, будівля стала використовуватися як музей Харківської єпархії.
- Успенський собор — найдавніший храм міста Харкова, після побудови в 1657 р. ще кілька разів перебудовувався. Останній кам'яний храм XVIII століття виконаний у стилі бароко. Олександрівська дзвіниця храму заввишки 89,5 метри побудована в XIX столітті у стилі класицизму, і до  2006 року була найвищою кам'яною будівлею в місті. У соборі з 1986 р. діє Будинок органної та камерної музики.

- № 16. Будинок губернатора, колишній головний корпус Харківського імператорського університету. Будівництво велося протягом 1770 — 1777 років за проектом московського архітектора М. Тихменєва спочатку архітектором Іваном (Авраамом) Вільяновим, а потім архітектором Петром Антоновичем Ярославським. Будівля виконана в стилі бароко. У 1803-1805 роках при передачі будинку університету було проведено невелику реконструкцію. У середині XX століття після переїзду університету в нові приміщення на площі Свободи, у звільнених будівлях розмістився Український заочний політехнічний інститут (УЗПІ), який пізніше став Українською інженерно-педагогічною академією.
- № 21. Державний архів міста Харкова знаходиться в будинку колишнього архіву Харківського історико-філологічного товариства, побудованого протягом 1904 — 1906 років архітектором В. В. Величко.
- № 23. Центральна наукова бібліотека ім. Каразіна знаходиться в будівлі колишньої університетської бібліотеки, побудованої в 1903 р. в стилі класицизму з елементами неоренесансу (арх. В. В. Величко).
- № 25. Колишній новий корпус університету, побудований у 1823—1831 роках архітектором Є. О. Васильєвим. Будівля виконана в стилі класицизму. У будинку розміщувалася бібліотека, обсерваторія, університетська домова церква та актова зала. Під час Другої світової війни було зруйновано купол, будинок отримав ушкодження, і в 1950-ті роки було проведено реконструкцію (архітектор О. Г. Окулич-Казарін). У приміщенні в 1963 року розмістили двозальний кінотеатр «Піонер», перейменований в 1973 році на «Юність». У 1990-ті роки кінотеатр закрили, а в будівлі потім перебував Український культурний центр «Юність».
- № 27. Навчальний корпус, будівля колишнього юридичного факультету Харківського імператорського університету. Побудовано 1909 року в стилі модерн, арх. В. В. Величко.

## Знесені будівлі
По непарній стороні на самому початку вулиці, біля перехрестя з Бурсацьким спуском біля міського ломбарду в XIX столітті побудували будівлю пожежної частини з високою дерев'яною каланчею. У 1970-і роки у зв'язку з будівництвом станції метро «Історичний музей» будівля була знесена.
Далі, між ломбардом та Успенським собором, перериваючись лише Монастирським (нині Спартаківським) провулком, розташовувався Гостинний ряд, побудований наприкінці XVIII століття. У ньому розташовувалася безліч магазинів. Зруйнований під час Другої світової війни.
По парній стороні на території Покровського монастиря знаходилася будівля XVIII століття в стилі українського бароко, в якому розташовувався Харківський колегіум — перший вищий навчальний заклад на Лівобережній Україні. У середині XVIII століття в ньому викладав Григорій Сковорода. Будівлю колегіуму знесено в 1890-х роках. Від монастирських воріт і до Купецького узвозу розташовувалися кам'яні торгові ряди, в яких переважно торгували ювелірними прикрасами, через що торгові ряди називалися Срібною лінією. Зруйновано під час Другої світової війни.

## Сквери та пам'ятники

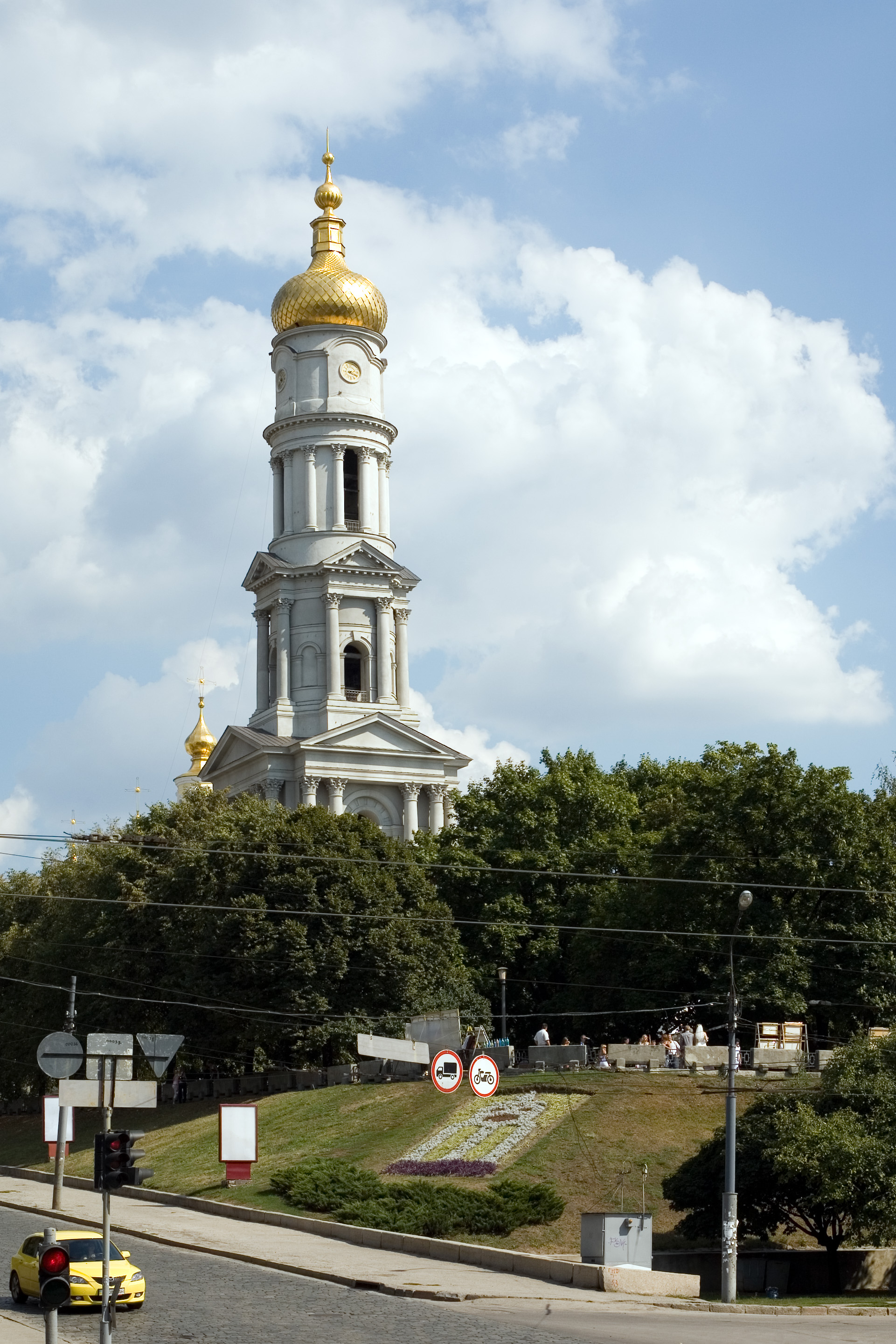
Сквер перед Успенським собором на Університетській площі. Вид від перехрестя вул. Клочківської та Соборного узвозу

Вулиця проходить повз чотирьох скверів.
Між Ярмарковим провулком та Соборним узвозом вниз по схилу до Клочківської вулиці та річки Лопань спускається Покровський сквер, розбитий на місці зруйнованих під час Другої світової війни будівель Старого Пасажу. Сквер створювався протягом 1951 — 1952 років. У ньому були розбиті квітники, посаджені дерева та чагарники, прокладені доріжки та побудований каскад фонтанів.
Від Соборного узвозу до Соборного провулка на Університетській площі навпроти Успенського собору розбитий сквер з розміщеним у ньому пам'ятником Героям, які полягли за Україну. Пам'ятник, побудований за проектом архітектора Л. В. Гурової в 1957 р. до 40-річчя Жовтневого перевороту, виконаний з червоного граніту у вигляді куба, на якому розташовано приспущений бронзовий прапор. А в 2015 р. активісти «Громадської варти» замінили табличку — замість напису на честь борців Жовтневої революції, повісили напис «Героям, що поклали голову за незалежність та свободу України». Перед пам'ятником горить вічний вогонь.
На Рибному майдані також розбитий сквер, що розмістився на місці колишнього Рибного ринку, і виходить до берега річки Харків.

## Транспорт
По нижній частині вулиці від Нетіченського мосту до Павлівського майдану проходить трамвайна лінія, по якій здійснюється рух маршрутів № 3, 5, 6 і 7. В районі Рибного майдану розташовано трамвайно-тролейбусний пересадочний вузол з розворотним кільцем тролейбусів № 3, 5 і 6, що слідують в бік проспекту Гагаріна, міжнародного аеропорту «Харків» та району ХТЗ. По вулиці проходять маршрути автобусів: 11, 218, 219, 241, 272, і 305.
На початку вулиці в районі майдану Конституції знаходиться пересадочний вузол між Холодногірсько-Заводською та Салтівською лініями метро, що складається зі станцій «Майдан Конституції» та «Історичний музей». Наприкінці вулиці, за Нетіченським мостом на майдані Ірини Бугримової планується будівництво нової станції метро на Салтівській лінії — «Площа Урицького».
Вулиця на всьому своєму протязі двосмугова, рух автомобілів від Нетеченського мосту до площі Конституції двосторонній, від площі і до Бурсацького узвозу — односторонній.

## Університетська вулиця в мистецтві
Згадка Університетської вулиці зустрічається у Володимир Павловича Бєляєва в його романі «Стара фортеця», написаному в 1959 р., а також у романі Ігоря Яковича Болгарина та Георгія Леонідовича Сіверського «Ад'ютант його превосходительства», написаному в 1968 р. У романі Олеся Гончара «Людина та зброя» (1960) також згадується Університетська вулиця, помилково названа вулицею Вільної Академії (у 1920-і вулиця деякий час називалася вулицею Вільної Академії).